# سیارک ۳۷۹۳
سیارک ۳۷۹۳ (به انگلیسی: 3793 Leonteus، نامگذاری:1985TE3) سه هزار و هفتصد و نود و سومین سیارک کشف شده‌است که در ۱۱ اکتبر ۱۹۸۵ کشف شد.
قدر مطلق سیارک برابر ۸٫۸۰ است.